# Kurfürstentum Baden
Kurfürstentum Baden war eine kurzlebige und inoffizielle Bezeichnung für die Markgrafschaft Baden in den drei letzten Jahren des Heiligen Römischen Reichs. Sie entstand am 27. April 1803 mit dem Inkrafttreten des Reichsdeputationshauptschlusses, als Markgraf Karl Friedrich eine der durch Auflösung der geistlichen Fürstentümer frei werdenden Kurwürden erhielt. Als er im Jahre 1806 die Rheinbundakte unterzeichnete und dadurch die Auflösung des Heiligen Römischen Reiches mit unterstützte, wurde die Kurwürde hinfällig und die Markgrafschaft wurde von Napoleons Gnaden zum Großherzogtum erhoben.

## Territoriale Veränderungen

### Übersicht
|                                                                           | Quadratmeilen | km²   | Einwohner |
| ------------------------------------------------------------------------- | ------------- | ----- | --------- |
| Markgrafschaft Baden                                                      | 64,88         | 3 572 | 229 040   |
| linksrheinische Gebiete unter badischer standesrechtlicher Hoheit         | 5,375         | 296   | 15 430    |
| Besitzungen des Hauses Baden 1796                                         | 70,26         | 3 868 | 244 470   |
| linksrheinische Verluste (1796) unter badischer Landeshoheit              | 13,5          | 743   | 34 140    |
| linksrheinische Verluste (1796) unter badischer standesrechtlicher Hoheit | 5,375         | 296   | 15 430    |
| Entschädigung                                                             | 61,77         | 3 401 | 253 396   |
| Kurfürstentum Baden 1803 (rechnerisch)                                    | 113,15        | 6 230 | 448 296   |
| Kurfürstentum Baden 1803                                                  | 113,35        | 6 241 | 450 156   |

Zu Beginn des 19. Jahrhunderts umfasste die Markgrafschaft Baden, die 1771 aus der Vereinigung der evangelischen Linie Baden-Durlach und der ausgestorbenen katholischen Linie Baden-Baden hervorgegangen war, ein Gebiet von 64,88 geographischen Quadratmeilen (3572 Quadratkilometer) mit rund 229.000 Einwohnern. Auf linksrheinischer Seite verlor die Markgrafschaft Baden im Jahre 1796 mit dem Pariser Friedensvertrag 13,5 Quadratmeilen (743 Quadratkilometern) mit 34 140 Bewohnern an Frankreich. Dafür wurde sie 1803 durch den in Regensburg verkündeten Reichsdeputationshauptschluss rechtsrheinisch kompensiert mit 61,77 Quadratmeilen (3401 Quadratkilometern) an neuem Territorium und mit 253 396 an neuen Bewohnern.
Die Entschädigung betrug demnach etwa das dreifache für die Fläche und das fünffache für die Bevölkerung. Die badische Seite hatte bei den Verhandlungen geltend gemacht, dass ihr Schaden neben den Gebietsverlusten aus hohen Kontributionen und Kriegsschäden bestanden habe, die bei den grenzferneren Reichsständen nicht in diesem Ausmaß entstanden seien.

### Die Kurpfalz - Gebietsbereinigung von Bayern
Während der Verhandlungen über einen Entschädigungsplan für den Verlust der linksrheinischen Gebiete erhob der badische Gesandte in Paris, Sigismund von Reitzenstein, die Forderung nach Eingliederung der rechtsrheinischen Gebiete der Kurpfalz nach Baden. Reitzenstein wollte damit ursprünglich nur eine Verhandlungsposition für allfällige Tauschobjekte aufbauen. Bayern erklärte sich aber zu einem Verzicht bereit, wenn es mit seinem Kernland näherliegenden Gebieten entschädigt würde. Bayern erhielt diesen Ausgleich – vornehmlich das Hochstift Augsburg – und verzichtete auf die damals ohnehin überschuldete Kurpfalz (mit Mannheim und Heidelberg).

### Säkularisation geistlicher Fürstentümer, Stifte und Klöster
Als weitere Entschädigung für den Verlust der linksrheinischen Gebiete an Frankreich erhielt Baden den rechtsrheinischen Besitz der Fürstbistümer Konstanz,  Basel,  Straßburg und Speyer. Dazu kamen noch die Reichsstifte Petershausen und Gengenbach, die Reichsabtei Salem sowie der größte Teil des Reichsstifts Salmannsweiler, außerdem auch die Prälaturen Schwarzach, Frauenalb, Allerheiligen, Lichtental, Ettenheimmünster, Reichenau und Öhningen.

### Mediatisierung der Reichsstädte
Außerdem wurden durch die Mediatisierung die Ortenauer Reichsstädte (Offenburg, Gengenbach, Zell am Harmersbach) und das Reichstal Harmersbach Baden zugeschlagen, ebenso wie der Linzgau mit Überlingen und Pfullendorf. Ursprünglich kam auch die Reichsstadt Wimpfen hinzu, wurde jedoch sogleich im Rahmen eines Gebietsaustauschs an das Großherzogtum Hessen abgetreten. Das ebenfalls an Baden gefallene Biberach an der Riß wurde 1806 gegen die Städte Villingen, Bräunlingen und Tuttlingen sowie die Grafschaft Bonndorf an das Königreich Württemberg ausgetauscht, das die Stadt am 24. Oktober 1806 in Besitz nahm.

## Bevölkerung
Nachdem bereits durch die Vereinigung der römisch-katholischen Markgrafschaft Baden-Baden mit der lutherischen Markgrafschaft Baden-Durlach zur Markgrafschaft Baden im Jahre 1771 das Prinzip cuius regio, eius religio aufgeweicht worden war, erhielt das neue Kurfürstentum durch die Eingliederung der Kurpfalz ein reformiert geprägtes Territorium hinzu. So hatte der Kurfürst drei große christliche Konfessionen in seinem neu zusammengefügten Staatsgebiet.

## Wappen
Das Wappen wurde im XI. Organisationsedikt des Kurfürstentums Baden amtlich festgelegt und detailliert beschrieben.
Der Wappenschild in moderner französischer Form ist in 16 Felder aufgeteilt. Die mittleren vier Felder sind durch einen vierfach geteilten Mittelschild bedeckt. In der Mitte dieses Mittelschildes steht das badische Stammwappen als Herzschild.